# Роман Сольчаник
Роман Сольчаник (англ. Roman Solchanyk; нар. 24 вересня 1944, Ужок) — історик і політолог, фахівець із новітньої історії України: історії Комуністичної партії Західної України, української суспільно-політичної думки XX ст., українсько-російських взаємин. Нині розробляє проблему становища України на пострадянському просторі. Автор статей у фахових історичних та політологічних журналах.

## Освіта і професійна діяльність
Навчався в Ратгертському університетіті (США), 1973 року отримав ступінь доктора зі спеціальності історія Росії та Східної Європи в Мічиганському університеті (США). В 1972—1973 роках — викладач східноєвропейської, російської та радянської історії в Мічиганському, в 1973—1975 роках — у Ратгертському університетах. Із 1977 — науковий аналітик з української політики та національних питань Радіо «Свобода» (Мюнхен, ФРН), із 1988 — директор Radio Liberty Research Institute, в 1994—1998 — старший науковий аналітик відділу міжнародної політики RAND Corporation із питань, пов'язаних з Україною та Росією, згодом — консультант.

## Праці
- The Communist Party of Western Ukraine, 1919—1938. Ann Arbor, Michigan, 1974
- Mykhailo Drahomanov and the Ems Ukase: A note on the Ukrainian question at the 1878 International literary congress in Paris // Harvard Ukrainian Studies, 1977, vol. 1, no. 2
- Українська суспільно-політична думка в ХХ ст., т. 1—3. Мюнхен, 1983 (співупорядник)
- Ukraine: From Chernobyl’ to Sovereignty: A collection of interviews. New York, 1992 (редактор)
- Ukraine and Russia: The post-Soviet transition. Lanham, Maryland, 2001
- Culture and nations of Central and Eastern Europe: Essays in honor of Roman Szporluk. Cambridge, Massachusetts, 2001 (співредактор)